# Селці-Крижовлянські
Селці-Крижовлянські (хорв. Selci Križovljanski) — населений пункт у Хорватії, в Вараждинській жупанії у складі громади Цестиця.

## Населення
Населення за даними перепису 2011 року становило 184 осіб.
Динаміка чисельності населення поселення:

## Клімат
Середня річна температура становить 9,75 °C, середня максимальна – 23,47 °C, а середня мінімальна – -6,16 °C. Середня річна кількість опадів – 1003 мм.
| Клімат поселення                              | Клімат поселення | Клімат поселення | Клімат поселення | Клімат поселення | Клімат поселення | Клімат поселення | Клімат поселення | Клімат поселення | Клімат поселення | Клімат поселення | Клімат поселення | Клімат поселення | Клімат поселення |
| Показник                                      | Січ.             | Лют.             | Бер.             | Квіт.            | Трав.            | Черв.            | Лип.             | Серп.            | Вер.             | Жовт.            | Лист.            | Груд.            |                  |
| Середній максимум, °C                         | 5,31             | 7,04             | 11,24            | 15,51            | 20,42            | 23,47            | 23,08            | 22,58            | 18,59            | 13,55            | 8,08             | 4,36             |                  |
| Середня температура, °C                       | −0,43            | 1,32             | 5,51             | 9,77             | 14,67            | 17,74            | 19,44            | 18,93            | 14,94            | 9,91             | 4,42             | 0,71             |                  |
| Середній мінімум, °C                          | −6,16            | −4,42            | −0,22            | 4,05             | 8,94             | 12,01            | 15,79            | 15,28            | 11,30            | 6,26             | 0,79             | −2,95            |                  |
| Норма опадів, мм                              | 45               | 50               | 69               | 79               | 86               | 117              | 106              | 101              | 93               | 94               | 94               | 69               |                  |
| Середньомісячна швидкість вітру, м/с          | 1.78             | 2.00             | 2.37             | 2.40             | 2.29             | 2.00             | 1.95             | 1.78             | 1.76             | 1.80             | 1.90             | 1.89             |                  |
| Середньомісячна сонячна радіація, кДж/м²·день | 4081             | 6809             | 10510            | 14758            | 18840            | 20568            | 21268            | 18422            | 13692            | 8597             | 4541             | 3232             |                  |
| --------------------------------------------- | ---------------- | ---------------- | ---------------- | ---------------- | ---------------- | ---------------- | ---------------- | ---------------- | ---------------- | ---------------- | ---------------- | ---------------- | ---------------- |
| Джерело:                                      |                  |                  |                  |                  |                  |                  |                  |                  |                  |                  |                  |                  |                  |